# Suzu (miasto)
Suzu (jap. 珠洲市 Suzu-shi) – miasto w Japonii w prefekturze Ishikawa, w środkowej części wyspy Honsiu.

## Położenie
Miasto leży na końcu półwyspu Noto nad Morzem Japońskim. Graniczy z miastem Wajima.

## Historia
Suzu otrzymało status miasta 15 lipca 1954 r.